# ヴァシリー・クリュチェフスキー

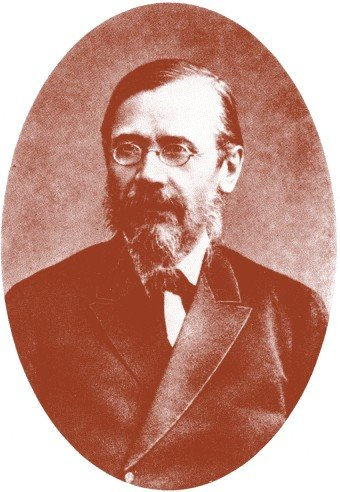
クリュチェフスキー1895年頃

ヴァシリー・オシポヴィチ・クリュチェフスキー（ロシア語:Васи́лий О́сипович Ключе́вский：ラテン文字表記の例:Vasilij Osipovič Ključevskij、1841年1月28日 - 1911年5月25日）は、ロシア帝国の歴史家である。

## 生涯と業績
ヴォルガ川流域・ペンザ県に聖職者の子として生まれる。父の代に初めてクリュチェフスキーの姓を名乗っている。15歳でペンザ神学校に入学、卒業後は聖職者の道を拒否して、モスクワ大学の歴史・文学部に入学。
大学入学以前から歴史家をめざす堅い志を抱いていた。歴史学教授セルゲイ・ソロヴィヨフの影響を受ける。1865年に大学卒業後、1867年より各種の学校で教鞭をとり、1872年には出世作となる論文《歴史資料としての古代ルーシ聖者伝》を発表。1879年にモスクワ大学ロシア史担当助教授、1882年に同大学教授となる。論文《モスクワ帝国に関する外国人の報告，1886年》によって、その地位を確立した。1890年科学アカデミー会員、1908年科学アカデミー・美術文学部名誉会員となる。主著『ロシア史講話』第五巻の補筆が未完成のまま死す。
クリュチェフスキーは政治的には専制反対論者であり、1905年結成のカデット党の右派に近い立場にあった。第一回国会に立候補したが落選。大学自治が大幅に制限され、多くの教授が職から追われた1880年代に壮年期以降を過ごし、晩年には1905年の第一次ロシア革命を見聞している。『ロシア史講話』の第3巻でボリス・ゴドゥノフや17世紀ロシアの大動乱を扱うさいにその体験は投影されているようにも思われる。
宗教組織・経済・文化が、社会の中で相互に作用するものとして包括して考察し、国民の各階層による闘争を史料によって跡づけた。当時ロシア史学の主流であった政治史・法制史重視の傾向の中で、地理環境と経済生活を歴史の素材としてとりあげた姿勢は注目に値した。1870年代からの「農民問題」への関心は、クリュチェフスキーをその起源である「農奴制」の研究へと導いた。その直接の弟子で名が知られているのはパーヴェル・ミリュコフだが、キエフ大学を追放され謹慎中だった若きレーニンも1880年代に出版されたクリュチェフスキー講義録の愛読者だった。
1917年のロシア革命以後、ミハイル・ポクロフスキーをはじめとする、マルクス主義の唯物史観をもとにした〈ソヴィエト史学〉には「チチェーリンにソロヴィヨフを掛けあわせた折衷理論」「ブルジョワ史観」としてまともな扱いを受けてこなかった。スターリン批判後に復権され、帝政期歴史家では最も早く『著作集』全8巻（1956-59年）が刊行された。

## 主要論文
- 「白海地方におけるソロヴェツキー修道院の経済的活動」1866-67年。以下は上記以外
- 「古代ルーシの貴族会議」 1878年
- 「十六～十八世紀のロシアのルーブリと現在のそれとの関係」1884年
- 「ロシア農奴制の起源」1885年。（土肥恒之訳、未來社）
- 「ロシアの人頭税と奴隷層の廃止」1886年
- 「史料学講義」「ロシア史の術語」「ロシアにおける諸身分の歴史」「ルーシ法典」「プスコフ裁判法」、各・1880-1890年代の講義
- 『ロシア史講話　Курс русской истории　5巻』 1904-22年。（八重樫喬任訳、恒文社 全5巻）

## 評伝
- ロバート・F・バーンズ 著、清水昭雄、加藤史朗、土肥恒之 訳『ロシアの歴史家 V・O・クリュチェフスキー』彩流社、2010年10月8日。ISBN 9784779114854。